# Mirami
Mirami (Мирами) — украинская гёрл-группа, созданная в 2010 году. Основные музыкальные направления: House, Eurodance, Pop. Название взято c исп. «mira mi» («посмотри на мои»). Группа состоит из трех девушек и двух продюсеров.

## Состав группы
Первый состав (2010):
- Марта Мох
- Юлия Ивашкив
- Яна Сниткус

Второй состав (2010—2012):
- Юлия Ивашкив
- Яна Сниткус
- Оксана Карпяк

Третий состав (2012—2013):
- Юлия Ивашкив
- Оксана Карпяк
- Татьяна Иванив

Четвёртый состав (2013—2014):
- Екатерина Кухарева
- Оксана Карпяк
- Татьяна Иванив

Пятый состав (2014—2017):
- Екатерина Кухарева
- Юлия Миськив
- София Киструга

Шестой состав (2017—2018):
- Мария Иваськевич
- Оксана Пидвышенная
- Яна Жигар

Седьмой состав (2018—2021):
- Мария Иваськевич
- Оксана Пидвышенная
- Юлия Гутнык

Восьмой состав (2021—2023):
- Мария Иваськевич
- Оксана Пидвышенная
- Татьяна Бек

Девятый состав (с 2024):
- Татьяна Бек
- Алина Яремина
- Ирина Закалюжная

Продюсеры:
- Андрей Бакун
- Александр Дуда
- Олег Ковальский (2010—2014)
- Пётр Гузар (2010—2012)

## История группы

### Дебютный альбом, золотой диск
Группа Mirami была основана 11 июля 2010 года продюсерами Андрием Бакуном, Олэксандром Дудой, Олэгом Ковальским и Пэтром Гузаром. Датой основания считается день, когда после небольшого кастинга были окончательно утверждены первые вокалистки, которыми стали Марта Мох, Юлия Ивашкив и Яна Сниткус.
Впервые группа появилась в украинском эфире с хитом «Sexualna». Дебютный клип Mirami снимался вместе с известным репером VovaZiLvova и был презентован на всеукраинском музыкальном канале М1. Более двух месяцев песня держалась на передовых позициях хит-парада Coolbaba.cc и стала самым популярным треком на радиостанциях, клип на трек «Sexualna» становится лидером по просмотрам в Украине.
Не прошло и несколько месяцев, как группу покидает Марта, которая решает выйти замуж и не видит возможности объединять работу в Mirami с семейной жизнью. Продюсеры объявляют большой кастинг, благодаря которому находят новую участницу Оксану Карпяк. Группа в составе Юлии Ивашкив, Яны Сниткус и Оксаны Карпяк отправляются на свои первые гастроли.
Удачными оказались выступления группы с хитом «Sexualna» на танцевальных площадках Польши, Чехии, Словакии, Литвы, Германии, Эстонии, Латвии, России и Беларуси.
В европейских хит-парадах группа Mirami опередила исполнителей из Италии, Германии, Франции, США. Песню «Sexualna» начинают проигрывать в своих эфирах такие радиостанции как Free Radio (Чехия), ESKA (Польша), RMF Maxxx (Польша), Open.FM (Польша) и другие. А телеканалы Bridge TV (Россия), RuSong TV (Россия), ESKA TV (Польша), Viva Polska, MTV Polska, 4FunTV (Польша), MCM (Франция) берут хит Mirami в ротацию. Группа принимала участие в итоговом концерте «Hity na czasie» (Актуальные хиты), организуемом радио ESKA.
В 2011 году песня «Sexualna» попадает в «Горячую 100» (Gorąca 100) треков на радио Eska. В открытом голосовании, соревнуясь с всемирно известными именами Rihanna, Pitbull, Adele, Shakira и другими, группа Mirami занимает 23 строчку. Благодаря слушателям радио RMF Maxxx, «Sexualna» входит в десятку лучших клубных хитов 2011 года (Klubowy przeboj roku). А вот на чешском Free Radio, где уже были представлены 3 песни группы Mirami, «Sexualna» становится 4 из 100 лучших треков Чехии. «Miramimania» в этом списке на 27 строчке, а «Love (Through Galaxies)» на 88. «Sexualna» становится также саундтреком к польскому комедийному фильму «Wyjazd integracyjny» (Корпоративная вечеринка).
Дебютный альбом «Miramimania», который выпустили в Польше в сентябре 2011 года при сотрудничестве с музыкальной компанией Magic Records / Universal Music Poland, уже в ноябре 2011 года получил статус золотого диска.
С первых дней появления третий сингл «Venus», изданный в феврале 2012 года, становится хитом продаж в Польше.
В связи с решением Яны Сниткус покинуть группу Mirami, в начале 2012 года продюсеры проекта объявляют широкомасштабный кастинг, чтобы найти новую участницу. Девушек пришло достаточно много, но лучшие танцевальные и вокальные данные показала Тэтяна Иванив, которая и стала новой участницей группы Mirami. Таня ранее несколько лет профессионально занималась как вокалом, так и модельным бизнесом, а также принимала участие в конкурсах красоты. Не успела девушка прийти в себя от приятных эмоций, как сразу команда приступила к работе.

### Новые клипы, совместная работа с LayZee, Crystal Lake
В начале весны 2012 года Таня, Юля и Оксана отправляются в Испанию и Францию для съемок сразу двух клипов.
В курортном городке Аликанте девушки снимают очередное видео на песню «Summer Dreams», которая становится первым синглом ко второму альбому. К Mirami в этом видео и песне присоединился исполнитель всемирно известного хита «Coco Jamboo» LayZee, который был одним из участников группы Mr. President.
Романтический Париж являлся местом локации для следующего клипа. Здесь создавали видеозапись для песни «Amour 2013». А презентацию общественности новой версии песни и клипа решили сделать в конце 2012 года.
В июле этого года начинается сотрудничество с известной немецкой музыкальной компанией Kontor Records. Благодаря этому сингл «Summer Dreams» выходит в Германии, Швейцарии, Австрии и других странах мира.
Но не успели Mirami отпраздновать это событие, как в начале августа группа попадает в дорожно-транспортное происшествие в Польше с серьёзными последствиями. После этого случая команду решает покинуть один из продюсеров проекта — Пэтро Гузар.
Несмотря на все неприятности и не долечившись, группа едет в Польшу, чтобы дать запланированное выступление на фестивале «Sopot: Top of the Top — Muzodajnia Gwiazd 2012».
После участия в Sopot-фесте девушки берут небольшую паузу, чтобы завершить полный курс реабилитации. А уже с первых дней осени Mirami продолжают работу над вторым студийным альбомом, релиз которого был запланирован на 2013 год.
2012 год для группы завершился отличным феерическим концертом на одной из самых больших площадей города Варшавы. Новогодний концерт «Sylwestrowa Moc Przebojow» (Новогодняя сила хитов) состоялся в ночь с 31 на 1 января и собрал на площади около 150 тысяч человек, а за прямой трансляцией концерта на телеканале Polsat наблюдали миллионы телезрителей. На сцене выступили самые большие звезды польского шоу-бизнеса, среди которых Enej, Mrozu, Honey, Big Cyc. Mirami были единственными иностранными исполнителями в этот вечер. Девушки исполнили свои хиты «Sexualna» и «Summer Dreams», а также два кавера на хиты 80-х «Venus» и «Boys».
В конце марта 2013 года в маленьком, но очень живописном городке Лидзбарк-Варминьски (Польша) в отеле-замке Hotel Krasicki состоялись съемки клипа на совместный с диджейским дуэтом Crystal Lake из Израиля сингл «Holiday», вышедший уже в мае.

### Кастинг, новый клип, тур по Китаю, новый альбом
Не успела группа завершить работу над своим вторым студийным альбомом, как Юлия Ивашкив заявила: «Я беременна!». И снова полномасштабный кастинг…
К выбору новой участницы продюсеры подошли очень серьёзно. Было отобрано семь достойных финалисток из более чем сотни конкурсанток, которые боролись за место в группе на вокальных прослушиваниях и хореографии. 26 сентября 2013 г. состоялся финал кастинга в группу Mirami. В течение двух часов жюри представители шоу-бизнеса и масс-медиа выбирали тройку лучших, в которую вошли Катэрына Кухарэва, Юлия Миськив и Наталия Грыбенко. Финалисткой стала Катэрына Кухарэва.
В обновленном составе (Оксана Карпяк, Таня Иванив, Катя Кухарэва) группа продолжила работу над вторым студийным альбомом, и в конце января 2014 года появился новый сингл вместе с видео на песню Upside Down, которую девушки записали вместе с Danzel, бельгийским хаус-техно исполнителем, известным, в частности, по песням «Pump It Up», «Put Your Hands Up In The Air», «You Spin Me Round». Клип снимали в нескольких городах Бельгии: Брюгге, Остенде, Антверпене и Беверене.
Почти сразу после презентации сингла и клипа Mirami отправляются в турне по Китаю, где дают 14 концертов, на которых публика горячо встречает украинских красавиц.
После полуторамесячного пребывания в Китае, Оксана Карпяк решает покинуть группу.
Но продюсерам не нужно было долго искать новую вокалистку — ею стала одна из тройки финалисток последнего кастинга Юлия Миськив. Ещё в финале кастинга они сомневались между Катэрыной и Юлией.
В это же время Mirami покидает ещё один продюсер Олег Ковальский, решивший заняться другими, не музыкальными проектами.
При участии Тэтяны Иванив, Юлии Миськив, Катэрыны Кухарэвой и под руководством продюсеров Андрия Бакуна и Олэксандра Дуды группа успешно гастролирует летом 2014 года. Участвует в фестивале «Disco pod żaglami 2014» (Диско под парусами 2014) в Мронгове, Польша.
Работа над вторым студийным альбомом была почти завершена, готовился к выходу новый сингл… Тэтяна со своим любимым решает на время покинуть Украину, а потому не может продолжать петь в группе.
С 1 ноября 2014 года Тэтяну Иванив сменяет новая участница София Киструга, голос которой уже можно услышать в сингле группы «Amore Eh Oh!». Клип на эту песню Катя, Юля, София, Андрий и Олэксандр в конце октября поехали снимать в теплую Хорватию.
В 2015 году группа выпустила новый альбом под названием «Sunrise», который стал своеобразным сборником совместных работ со звездами танцевальной музыки из разных стран: LayZee (fka Mr. President), Danzel, Crystal Lake, Rene Dif (Aqua), Miami Rockers, Bakun. Альбом сделал девичью группу ещё более популярной в мире и добавил в концертный график ещё несколько других стран.
Вышедшим в 2016 году синглом «Я малюю» Mirami сосредоточивают внимание мира на желании украинцев «нарисовать» новый, лучший мир для себя и своей страны. В этом году с этой песней группа выступает на фестивале «Українська пісня» (Украинская песня). Этот сингл был последним официальным релизом для Юли, Кати и Софии.
В 2017 году контракты Юлии Миськив, Катэрыны Кухарэвой и Софии Киструги с продюсерами истекли, и девушки решили их не продлевать, а сосредоточиться на личной жизни. Новыми участницами стали Мария Иваськэвыч, Оксана Пидвышэнна и Яна Жыгар. С этими девушками в 2017—2018 годах было выпущено два новых сингла и два новых клипа, а именно «Інстинктивно» («Instynktownie») и "Екстазі («Ecstasy»). Песня «Інстинктивно» была также записана на польском языке — «Instynktownie», что произошло впервые в истории группы и было тепло принято польскими фанатами.
В 2018 году прошли туры по США и участием Mirami в «Festiwal weselnych przebojów» (Фестиваль свадебных хитов), организуемом польским телеканалом Polsat и транслируемым в прямом эфире. Группа была приглашена на этот фестиваль, поскольку песня «Sexualna» уже давно стала незаменимым хитом практически каждой свадебной забавы в Польше. Кроме песни «Sexualna», руководство фестиваля предложило Mirami спеть известную польско-украинскую песню «Hej, sokoły», которую также часто слышно на польских свадьбах. Группа подготовила свою собственную аранжировку к этой уже практически народной песне. Версия Mirami настолько понравилась зрителям, что продюсеры решили записать украинскую и польскую версии песни на студии, и в 2019 году выходит сингл «Соколи» / «Sokoły», но в уже обновленном составе.

### Обновленный состав, третий альбом, новые клипы и синглы
В начале 2019 года Яна Жигар покинула Mirami, а на её место пришла Юлия Гутнык.
С песнями «Sexualna» и «Sokoly» группа в августе 2019 года выступает на фестивале «Disco pod gwiazdami» (Диско под звездами) в Белостоке (Польша). Этот фестиваль транслируется в прямом эфире на польском телеканале Polsat, а на сцене, кроме Mirami, появляются такие звезды, как Arash, C. C. Catch, Fun Factory, AronChupa & Lil Sis Nora, Captain Jack, Danzel, Bellini и многие другие.
Что касается украинской версии песни Соколи, то она приобретает безумную популярность в социальной сети TikTok в Украине, а впоследствии и в YouTube. На волне успеха «народного творчества» Мария Иваськэвыч, Оксана Пидвышэнна, Юлия Гутнык вместе с продюсерами Андрием Бакуном и Олэксандром Дудой решают записать свою версию всем хорошо известной в Украине колядки «Нова радість стала», а для фанатов из Польши был также записан вариант на польском языке — «Nowa radość nastała». Сингл «Нова радість стала» появляется на Рождественские праздники в Украине 2020 года (по старому календарю) и становится хорошим подарком для всех поклонников группы Mirami. На украинскую и польскую версию колядки были созданы анимационные видео.
В феврале 2020 выходит новый сингл и клип на песню «Вогонь». Это кавер-версия на известный украинский хит из 2000-х певицы Ната-Ли. Кроме Наталии Онысько (настоящее имя певицы), соавтором этой баллады является также продюсер Mirami Андрий Бакун, поэтому он предложил группе освежить песню и создал для неё актуальную аранжировку в танцевальном стиле.
2020 и 2021 год из-за пандемии Covid-19 прошли для группы практически без концертной деятельности, поэтому Mirami больше концентрируют внимание на студийной работе и выпускают ещё несколько синглов и альбом. Отдельно можно выделить «In The Air», получивший большую поддержку на многих радиостанциях мира в том числе и на Radio Record, а также сотрудничество с украинским рэпером ХАС — «Мам».
10 сентября 2021 года появляется 3-й студийный альбом группы «Around The World», после чего Юлия Гутнык покидает группу и сосредотачивается на журналистике.
Новой участницей Mirami стала Тэтяна Бек.
С началом полномасштабной войны России против Украины 24 февраля 2022 года группа активно участвует в благотворительных концертах по сбору средств для военных и пострадавших в результате войны, а также в волонтерской деятельности. Новую актуальность приобретают песни группы «Я малюю» и «Соколи». Украинские военные активно используют песню «Соколи» в своих видео, где они уничтожают технику оккупантов и не только.
В том же 2022 году Mirami в поддержку ВСУ и Украины записывают свою версию известной украинской песни «Червона калина». А в начале 2023 года выходит песня «Бавовна — солодка вата», которая стала своеобразным сочетанием боли украинского народа и его оптимизма, а также умения воспринимать проблемы в жизни с юмором. Когда украинцы слышат из новостей, что на территории врага горят военные базы или стратегические объекты, для них это бавовна / хлопок (сладкие новости, сладкая вата).
В августе 2023 года группа выпускает новый танцевальный хит «For You», клип на который снимали в Польше. Песня становится паверплеем на многих радиостанциях и телеканалах мира.
В сентябре 2023 года группу решают покинуть Мария Иваскевич и Оксана Пидвишенна. Колядку "Добрый вечер тебе" записывают только две участницы Оксана и Татьяна, которая на тот момент была беременна. В январе 2024 года у Тани родился сын Лев.
Выбор новых участниц длился почти 2 месяца. В конце февраля 2024 года продюсеры подписали контракты с новыми участниками Алина Яремина и Ирина Закалюжная.
Сейчас ведутся студийные работы над новым материалом.

## Дискография

### Альбомы
- 2011 — Miramimania
- 2015 — Sunrise
- 2021 — Around the World

### Синглы
- 2011 — Sexualna
- 2011 — Miramimania
- 2012 — Venus
- 2012 — Summer Dreams [feat. LayZee]
- 2013 — Amour 2013
- 2013 — Amour 2013 (Remixes)
- 2013 — Holiday [with Crystal Lake]
- 2014 — Upside Down [feat. Danzel]
- 2014 — Amore Eh Oh!
- 2015 — The Party’ll Never End
- 2016 — Я малюю
- 2017 — Інстинктивно / Instynktownie
- 2018 — Екстазі / Ecstasy
- 2018 — Ecstasy (Remixes)
- 2019 — Соколи / Sokoły
- 2020 — Нова радість стала / Nowa radość nastała
- 2020 — Вогонь
- 2020 — Вогонь (Remixes)
- 2020 — In the Air
- 2020 — In the Air (Remixes)
- 2020 — Dance with Me
- 2021 — Dance with Me (Remixes)
- 2021 — Мам [feat. Хас]
- 2022 — Червона калина
- 2023 — Бавовна — солодка вата
- 2023 — For You
- 2023 — For You (Remixes)
- 2023 — Добрий Вечір Тобі
- 2024 — То Була Весна
- 2024 — То Була Весна (Remixes)
- 2024 — Вона

## Видеография
- Mirami feat. VovaZiLvova — Sexualna | 4K Version
- Mirami — Miramimania (Ukrainian Version)
- Mirami — Miramimania (English Version)
- Mirami feat. LayZee — Summer Dreams
- Mirami — Amour 2013
- Crystal Lake & Mirami — Holiday
- Mirami feat. Danzel — Upside Down
- Mirami — Amore Eh Oh! (Ukrainian Version)
- MIrami — Amore Eh Oh! (English Version)
- Mirami — Інстинктивно
- Mirami — Instynktownie
- Mirami — Екстазі
- Mirami — Ecstasy
- Mirami — Нова радість стала
- Mirami — Nowa radość nastała
- Mirami — Вогонь
- Mirami — Dance with Me
- Mirami — Я малюю
- Mirami — Червона калина
- Mirami — Бавовна — солодка вата
- Mirami — For You
- Mirami — Вона